# Dumitru Volvoreanu
Dumitru Volvoreanu (* 1898; † unbekannt) war ein rumänischer Rugbyspieler.

## Erfolge
Dumitru Volvoreanu nahm an den Olympischen Sommerspielen 1924 in Paris teil, bei deren Rugbywettbewerb lediglich drei Mannschaften im Stade Olympique in Colombes antraten. In der ersten Partie gegen Frankreich unterlagen die Rumänen, nach unterschiedlichen Angaben, mit 3:63 oder 3:59, die einzigen Punkte erzielte Teodor Florian. Tags darauf verlor die rumänische Nationalmannschaft mit 0:37 auch die Begegnung gegen die Vereinigten Staaten. Volvoreanu kam lediglich gegen die Vereinigten Staaten auf der Position eines Stürmers zum Einsatz. Trotz der beiden klaren Niederlagen erhielten die Rumänen mangels weiterer teilnehmender Mannschaften als Drittplatzierte die Bronzemedaille und gewannen damit die erste Medaille in Rumäniens olympischer Geschichte. Neben Volvoreanu gehörten noch Dumitru Armășel, Teodor Florian, Gheorghe Benția, Ion Gîrleșteanu, Nicolae Mărăscu, Teodor Marian, Sorin Mihăilescu, Paul Nedelcovici, Iosif Nemeș, Eugen Sfetescu, Mircea Sfetescu, Soare Sterian, Atanasie Tănăsescu, Mihai Vardală und Paul Vidrașcu zur Mannschaft.
In Rumänien spielte Volvoreanu für den Bukarester Verein Tennis Club Român, bestritt aber auch Partien für den Racing Club de France in Frankreich. Seine olympische Partie war seine einzige für die Nationalmannschaft.